# Cryptocanthon lobatus
Cryptocanthon lobatus là một loài bọ cánh cứng trong họ Bọ hung (Scarabaeidae).